# Online-Partnervermittlung
Eine Online-Partnervermittlung ist ein Geschäftsmodell, bei dem Singles auf einem Internetportal einen Partner, meist für eine feste Beziehung, suchen sollen. Diese Dating-Plattform will sich dadurch zur Singlebörse abgrenzen. Die Partnervermittlung ist darüber hinaus durch die Art der Vermittlung gekennzeichnet, nämlich das Zusammenführen von Mitgliedern mit einer bestimmten Übereinstimmung („matching“), wobei auf dieser Grundlage Partnervorschläge gemacht werden.

## Verfahren
Die Vermittlung beginnt mit der Erfassung persönlicher Daten. Zusätzlich wird ein Persönlichkeitstest angeboten, um Informationen über den Neukunden zu sammeln, die nach Ansicht der Betreiber in einer langfristigen Beziehung wichtig sind. Über das so genannte Matching bekommt der Teilnehmer anschließend Mitglieder vorgestellt, deren Persönlichkeitsprofil eine hohe Übereinstimmung aufweist. Die Suche verläuft in der Regel zunächst anonymisiert, indem jedem Mitglied eine Chiffre zugewiesen wird. Auch sind Bilder der Mitglieder oft nicht sofort sichtbar, sondern können individuell freigegeben werden. Ein weiterer Bestandteil des Services von Online-Partnervermittlungen ist eine Profilprüfung, die die Mitglieder vor unseriösen Kontakten schützen soll. Oftmals ist der Preis für eine Mitgliedschaft bei einer Online-Partnervermittlung deutlich höher als bei einer Dating- oder Singlebörse.

## Arten von Online-Partnervermittlungsseiten
Es gibt unterschiedliche Arten von Online-Partnervermittlungsseiten, die sich durch die Art und Weise unterscheiden, wie der Nutzer an die potenziellen Partner vermittelt wird. Dies kann durch aktives oder passives Vorgehen seitens der Nutzer geschehen.

### Self-Selection-Websites
Bei dieser Art von Online-Partnervermittlungsseiten werden mögliche Partner generiert, indem der Kunde selber, mit Hilfe von Suchbegriffen, wie Alter oder Wohnort, nach potenziellen Partnern sucht.

### System-Selection-Websites
"System-Selection Websites" nutzen einen mathematischen Algorithmus, um potenzielle Partner für den Kunden zu finden, die der Kunde als Partnervorschläge erhält. Dieser Vorgang wird von den Seitenbetreibern durchgeführt, daher nimmt der der Kunde hierbei eine passive Rolle ein.

### Hybrid-Websites
Die sogenannten "Hybrid-Websites" sind eine Kombination aus "Self-Selection Websites" und "System-Selection Websites". Der Kunde hat hierbei die Möglichkeit, sowohl aktiv nach potenziellen Partnern zu suchen, als auch passiv durch mathematische Algorithmen Partnervorschläge zu erhalten.
Größere Internet-Partnervermittlungen auf dem deutschen Markt sind u. a.: FriendScout24, ElitePartner, Parship, Be2, partner.de und eDarling.
Des Weiteren gibt es auf eine Zielgruppe spezialisierte Partnervermittlungen wie z. B. für Christen, für Juden oder für Moslems sowie für Migrantengruppen.

## Bestandteile des Verfahrens

### Persönlichkeitstest
Bei vielen Online-Partnervermittlungen sind angeblich wissenschaftliche Persönlichkeitstests Bestandteil des Angebots. Sie sollen helfen, die Persönlichkeit, Interessen und Einstellungen der Mitglieder zu analysieren und in einem nächsten Schritt die Partner im Mitgliederpool zu finden, die überdurchschnittlich gut zu der Person passen. In den Tests, die die Teilnehmer am Anfang ihrer Mitgliedschaft durchlaufen, geht es sowohl um Persönlichkeitsmerkmale, die für eine glückliche Partnerschaft relevant sind (z. B. Nähe und Distanz) als auch um soziale Kompetenzen, Interessen und Handlungsmotive. Basierend auf den Antworten im Test wird anschließend ein individuelles Profil erstellt. Ein Problem bei solchen Befragungen ist die sogenannte „Soziale Erwünschtheit“: Diese liegt vor, wenn Befragte Antworten geben, von denen sie glauben, sie träfen eher auf Zustimmung als die wahrheitsgemäße Antwort.

### Matching
Das Matching dient der Zuordnung von möglichst geeigneten Kandidaten für eine Partnerschaft. Dabei werden die Antworten bzw. Persönlichkeitsprofile anderer Mitglieder verglichen und dem Teilnehmer eine Auswahl vorgeschlagen. Mit diesem Verfahren soll laut den Online-Anbietern die höchste Übereinstimmung ermittelt werden.

## Wer nutzt Online-Dating-Portale?
Zur Motivation, das Online Dating zu nutzen, gibt es drei Hypothesen:
Die Access-Hypothese besagt, dass Menschen mit wenigen face-to-face-Kontakten dazu tendieren, Online-Dating-Portale zu nutzen. Die eingeschränkten Kontakte können durch unterschiedliche Ursachen auftreten, wie zum Beispiel mangelnde Zeit durch Berufstätigkeit, wenige Singles im sozialen Netzwerk oder kein etabliertes soziales Netzwerk.
Die rich-get-richer-Hypothese (Valkenburg & Peter, 2007) hingegen geht davon aus, dass Menschen mit größerem Selbstbewusstsein oder guter Selbstdarstellung Vorteile in diesen Portalen haben.
Die Social-Compensation-Hypothese beschreibt, dass sich Menschen mit geringem Selbstbewusstsein und sozialen Ängsten bessere Möglichkeiten ergeben, wenn sie ihre Partnersuche durch Online-Dating ausführen.
Die Anzahl der Mitgliedschaften bei Online-Dating-Börsen in Deutschland belief sich im Jahr 2015 auf 11,81 Mio., während es 2003 9,7 Mio. waren. Aktive Nutzer hingegen waren es im Jahr 2003 3,5 Mio., im Jahr 2015 waren es 8,4 Mio.
Auch Selbstdarstellung auf Online-Dating-Portalen kann eine Rolle spielen. Die Profile sind meist aus Abschnitten aufgebaut, in denen man sowohl Kurzinformationen als auch eine längere Beschreibung seiner Person angeben kann. Damit Nutzer auch eine visuelle Präsentation des Anderen aufrufen können, ist es möglich, Bilder zu hinterlassen. Um ein gelungenes Profil zu erstellen, ist es sinnvoll, ein glaubwürdiges Abbild seiner Person sowie das subjektive Idealbild im Gleichgewicht zu halten. Dadurch ist den Nutzern freigestellt, inwieweit sie wahrheitsgemäße Angaben machen. Untersuchungen zufolge geben 80 % der Nutzer falsche Daten hinsichtlich ihres Gewichtes, Körpergröße oder Alters an. Jedoch weichen diese nur leicht von der Realität ab.

## Erfolg von Online-Dating-Portalen
Laut einer im Jahr 2013 durchgeführten Studie, bei der 5000 Schweizer zu den Resultaten ihrer Onlinekontakte befragt wurden, enden 30 % der Bekanntschaften durchs Netz in Freundschaften. Währenddessen entstehen zu 25 % echte Partnerschaften, dicht gefolgt von ausschließlich sexuellen Beziehungen mit 23 %.
Eine weitere Studie hat signifikante Unterschiede zwischen Paaren, die sich online und offline kennengelernt haben, gefunden. Die Paare, die sich online kennengelernt hatten, haben eine geringere Tendenz dazu, sich nach sieben Jahren scheiden zu lassen und haben angegeben, zufriedener mit ihrer Ehe zu sein. Es wurden mehrere Variablen gemessen, die unabhängig von dem eigentlichen Erfolg des Datings sind: Alter, Bildung, Nationalität etc. Jedoch ist bisher unklar, welche Faktoren maßgebend für den Erfolg der Online-Partnervermittlung für einzelne Paare sind.

## Onlinedating aus evolutionspsychologischer Perspektive
Die Evolutionspsychologie sieht die Partnerwahl als ein grundlegendes Problem, das Menschen über Jahrtausende hinweg meistern mussten, um ihre Gene weiterzugeben und dies setzt sich nun auch beim Online-Dating fort.
In verschiedenen Studien zeigte sich, dass Frauen Partner mit hohem gesellschaftlichem Status und guten finanziellen Aussichten bevorzugen, da diese Merkmale historisch die Fähigkeit signalisierten, Ressourcen für sie und ihre Kinder bereitzustellen. Männer hingegen achten mehr auf Jugend und Fruchtbarkeit, was sich in einem stärkeren Fokus auf das Aussehen einer potenziellen Partnerin zeigt. Zudem sind Männer tendenziell offener für unverbindlichen Geschlechtsverkehr.
Diese Unterschiede führen dazu, dass Frauen es oft als schwierig empfinden, einen Partner zu finden, der ihren Ansprüchen genügt. Männer hingegen haben oft Probleme, überhaupt eine Partnerin zu finden, was zur Entstehung von Gemeinschaften wie den "Incels" führen kann.

## Ratgeberseiten
Für die Neu-Suchenden in der Branche gibt es viele hilfreiche Ratgeberseiten, die wichtige Informationen über das Angebot im Internet sowie Pro und Contras zur Verfügung stellen. So werden nach verschiedenen Kriterien die wichtigsten Online-Partnervermittlungsagenturen in Bezug auf Preis, Benutzerfreundlichkeit etc. verglichen. Oft kann man auch User-Bewertungen lesen.
Bei diesen Seiten ist zu beachten, dass manche Börsenbetreiber Provisionen bezahlen für Umsätze, die durch Links von Empfehlungsseiten aus generiert werden. Technisch ist das möglich durch Affiliate-Marketing und leicht zu überprüfen, indem man das Suchwort Affiliate mit dem Börsennamen verknüpft. Nischenbörsen werden gerne erwähnt, für die Masse brauchbare und preislich günstigere (provisionsfreie) Alternativen bleiben unerwähnt.

## Kritik
Von Nutzern werden folgende Vorwürfe gegen die Online-Partnervermittlungen erhoben:
- Lockangebote: Prinzipiell ist es möglich, sich bei allen Portalen gratis anzumelden. Mit einem solchen Benutzerkonto besteht aber keine oder nur eine sehr eingeschränkte Möglichkeit der Kontaktaufnahme – diese Einschränkungen variieren zwischen den Portalen. Mit vielen Partnervorschlägen wird der/die Suchende zum Abschluss eines kostenpflichtigen Abonnements gedrängt.

- Weniger aktive Profile als beworben: Bei vielen Partnerbörsen werden auch inaktive Profile oder Profile von Mitgliedern angezeigt, die kein kostenpflichtiges Abo abgeschlossen haben und damit Kontaktanfragen nicht beantworten können. Hingegen wird aber mit der großen Anzahl von registrierten Partnersuchenden geworben.

- Interessenkonflikt: Wirtschaftlich nützt der Partnervermittlung ein Kunde mehr, je länger er Single bleibt und die Dienste des Unternehmens kostenpflichtig in Anspruch nimmt. Dies kann einen Anbieter dazu verleiten, fingierte Kontakte zu vermitteln, um den Kontaktsuchenden länger als Kunden zu halten.

- Zensurvorwurf: Freitexte in der Selbstdarstellung werden üblicherweise erst nach Sichtung durch Mitarbeiter des Betreiberportals freigegeben. Mails zwischen Mitgliedern innerhalb des Portals werden mit einer zeitlichen Verzögerung zugestellt und manchmal auf bestimmte Zeichenfolgen untersucht, um zu verhindern, dass Mitglieder mit eingeschränkter Kontakt-Funktionalität dem Gegenüber Telefonnummer oder E-Mail-Adresse mitteilen können.

- Persönlichkeitstest: Nach Anmeldung erhalten die Partnersuchenden ein sogenanntes wissenschaftliches Gutachten. Die Empfehlungen bestehen teilweise aus einer Aneinanderreihung wohlmeinend und optimistisch formulierter Textbausteine.
- Datenschutz und Maßnahmen gegen Internet-Stalking: Mitgliederdaten werden an Dritte weitergegeben ohne vorher ausdrücklich darauf hinzuweisen. Bei einigen Online-Partnervermittlungen gibt es keine Möglichkeit um unerwünschte Kontakte zu unterbinden.[19]

Bei Marktuntersuchungen werden auch Singlebörsen und Agenturen für Gelegenheitssex berücksichtigt. Die folgende Grafik unterscheidet die Kategorien „romantische Beziehung“ (romantic), „Freundschaft“ (friendly) und „sexuelle Beziehung“ (sexual relationship), zeigt die Einzelaufrufe der Webangebote und vier Bewertungsstufen (excellent, good, unsatisfactory, poor):